# 巴西果效应
巴西果效应（Brazil nut effect），是指如果把两种颗粒的混合物置于容器中，然后由外部施加振荡，体积比较大的颗粒会上升到表层，而较小的颗粒会沉降到底部。关于这种古老的效应的动力学机制至今仍众说纷纭。巴西果效应得名于欧洲的一种早餐木斯里，木斯里是用水果乾和燕麦混合制成的。在食用时，最先从这种食品里倒出来的一定是个头最大的巴西果。1998年又发现了与之相反的反巴西果效应，即体积大的颗粒下沉而体积小的颗粒上升。巴西果效应和反巴西果效应已经成为颗粒物理学中一类非常热门的话题。这类现象的一个现实重要性在于，在很多工业活动中（如制药，运输等行业）颗粒混合和分离总是要考虑的问题。